# Monselice

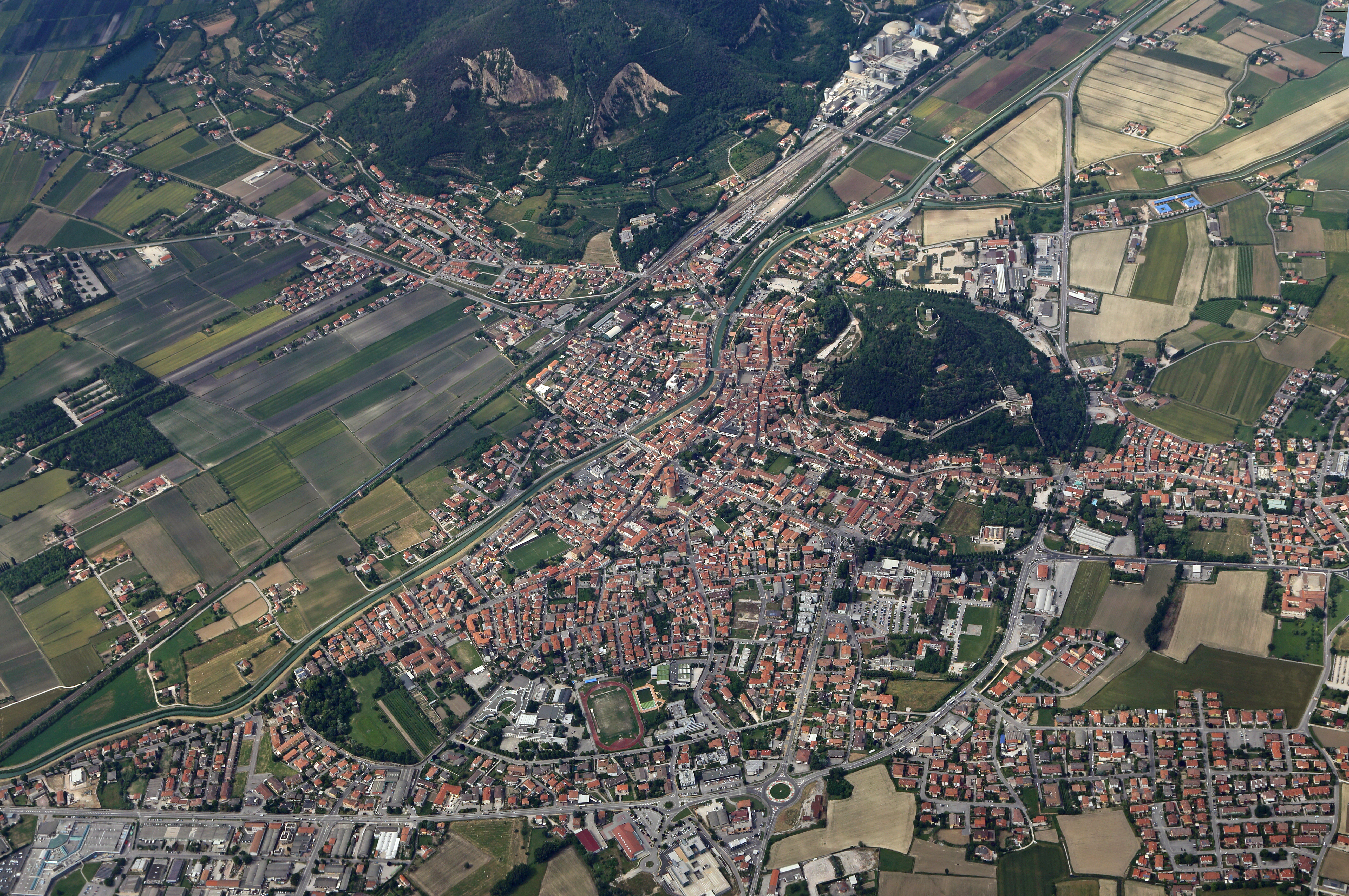
Monselice: Luftbild

Monselice ist eine  italienische Gemeinde (comune) mit 17.153 Einwohnern (Stand 31. Dezember 2023) in der Provinz Padua, Region Venetien.

## Geographie
Monselice liegt etwa 20 km südöstlich von Padua am Südrand der Euganeischen Hügel (Colli Euganei). Die moderne Stadt liegt in einem weiten Tal zwischen den Hügeln Montericco (312 m) und Rocca (110 m), die zu den Euganeischen Hügeln gehören.
Nachbargemeinden von Monselice sind: Arquà Petrarca, Baone, Battaglia Terme, Este, Galzignano Terme, Pernumia, Pozzonovo, San Pietro Viminario, Sant’Elena, Solesino und Tribano.

## Verkehr
Monselice verfügt über Verbindungen zu den zentralen Orten Padua, Venedig und Bologna.
- Die östlich der Stadt verlaufende Autobahn Padua–Bologna hat eine eigene Anschlussstelle.
- Der Bahnhof Monselice liegt an der Bahnstrecke Padua–Bologna. Eine Zweigstrecke verbindet die Stadt mit Mantua in der Lombardei.
- Die nächstgelegenen Flughäfen sind Venedig (VCE) in 60 km Entfernung und Bologna (BLQ) – 100 km.

## Geschichte
Der Sage nach wurde die Stadt vom trojanischen Helden Opsicella (einem Gefährten Antenors) gegründet. Archäologische Nachweise menschlicher Besiedelung gibt es in dem Gebiet seit der Bronzezeit.
In römischer Zeit hieß der Ort Mons Silicis, was etwa Berg des Feuersteins bedeutet, wahrscheinlich wegen der örtlichen Trachyt-Steinbrüche. Aus dieser Zeit stammt das Grabmal der Volumnii, das 1879 in Vanzo, fünf Kilometer östlich von Monselice, aufgefunden wurde.
Die erste urkundliche Erwähnung Monselices stammt aus dem Jahr 568 und bezieht sich auf die Einnahme der Stadt durch die Langobarden. Für eine kurze Zeit stand die Stadt unter byzantinischer Herrschaft.
Im Zeitalter der Kommunen wurde die Stadt ein selbstverwaltetes Gemeinwesen. Während der politischen und militärischen Konflikte des 13. Jahrhunderts war sie Verbündete der Ghibellinen gegen die Guelfen. Der Ghibellinenführer Ezzelino III. da Romano verstärkte die Befestigungen der Stadt und machte sie zu einer der wichtigsten Festungen der Gegend.
In weiterer Folge fiel die Stadt an die Familie da Carrara, die Herren von Padua, und wurde im 15. Jahrhundert Teil der Republik Venedig. 1797 wurde Venetien im Frieden von Campo Formio an Österreich abgetreten, kam aber im Pressburger Frieden vom 26. Dezember 1805 zum von Napoléon Bonaparte gegründeten Königreich Italien. Der Erste Pariser Friede vom 30. Mai 1814 brachte Monselice als Teil des Königreiches Lombardo-Venetien an Österreich zurück (sein König war in Personalunion der Kaiser von Österreich).  
Durch den Wiener Frieden vom 3. Oktober 1866 kam Venetien und damit auch Monselice zum Königreich Italien.

## Sehenswürdigkeiten

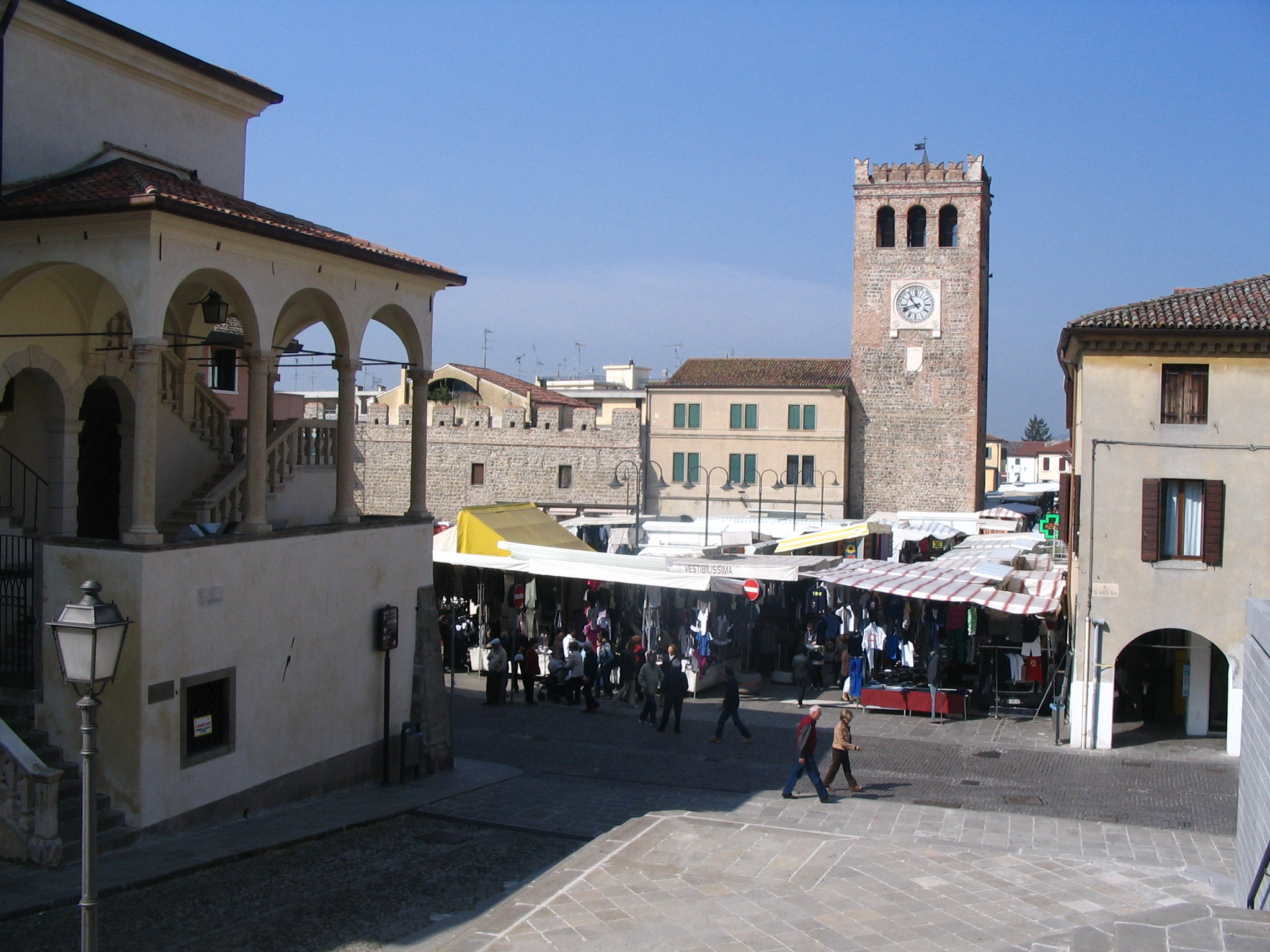
Piazza Mazzini mit dem Torre Civica
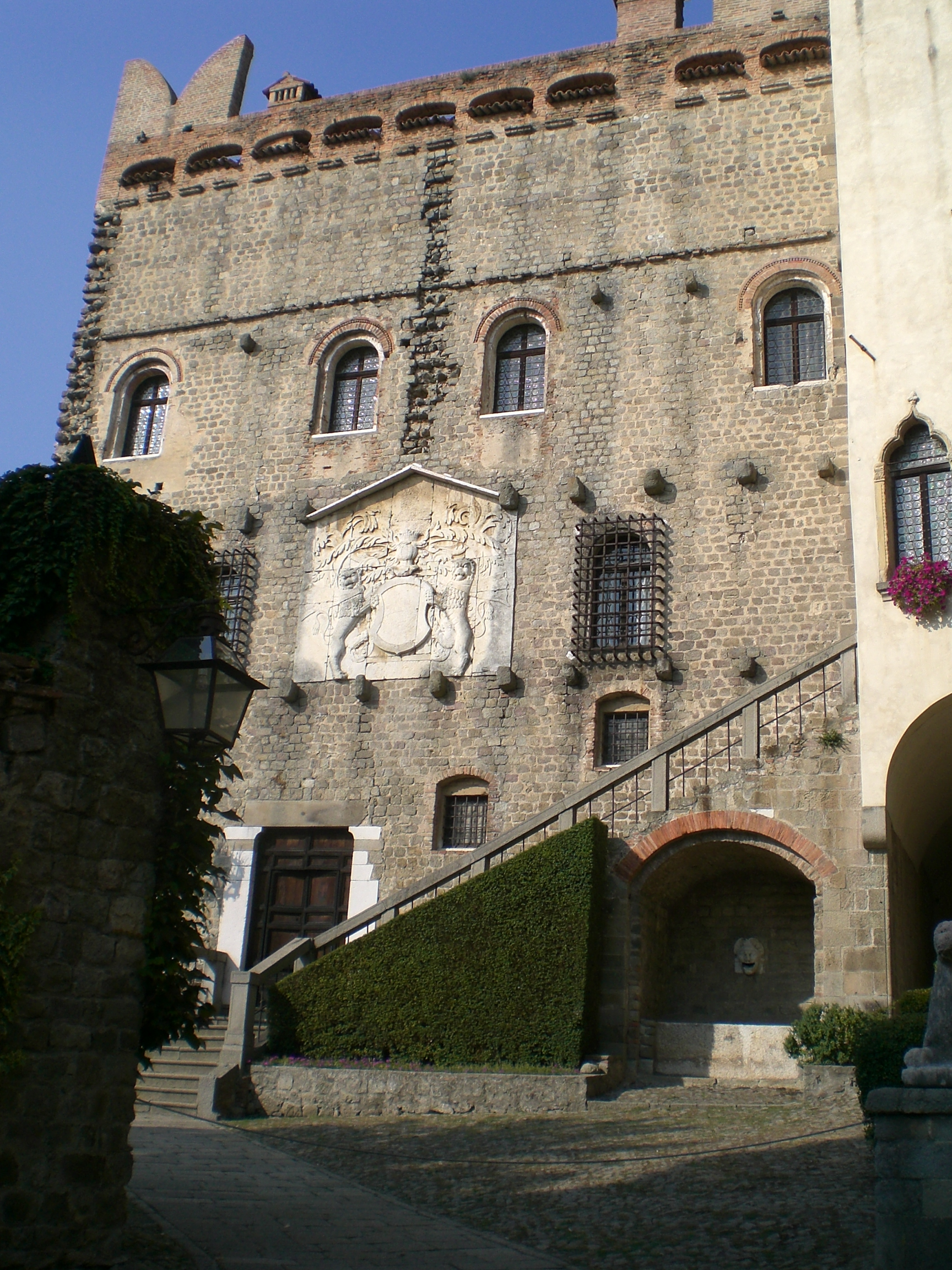
Castello
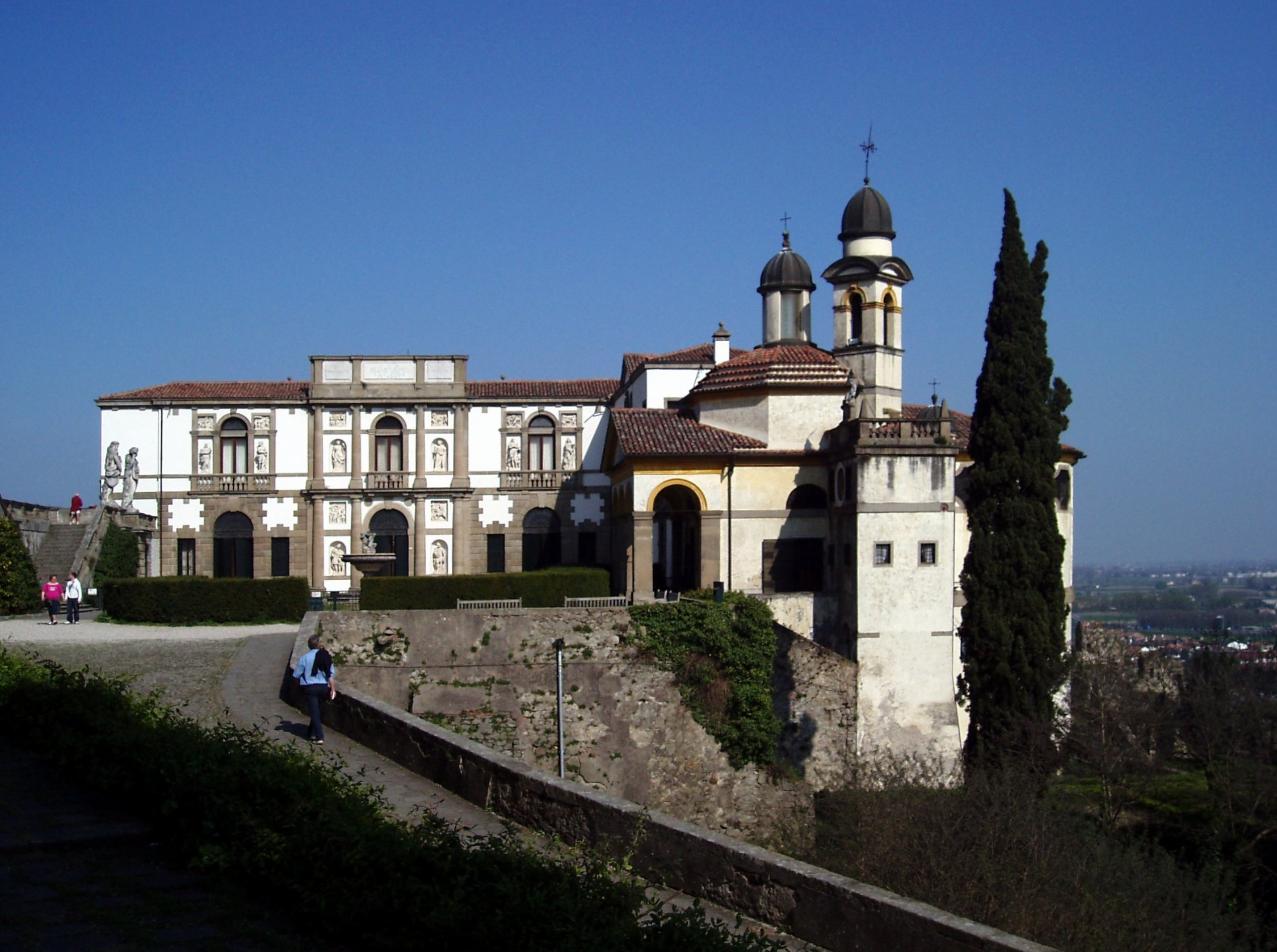
Villa Duodo und Kirche San Giorgio
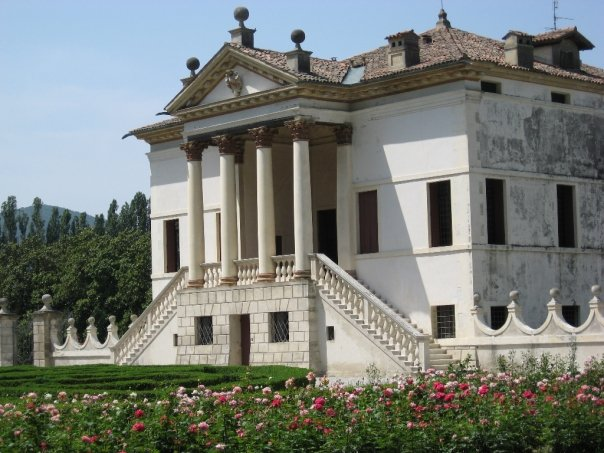
Villa Emo Capodilista im Ortsteil Rivella

Die Altstadt liegt um die Rocca. Im Mittelalter war die Rocca mit fünf Mauerringen stark befestigt, die teilweise noch heute sichtbar sind.
Wichtige Punkte für Touristen sind die Piazza Mazzini mit dem mittelalterlichen Torre civica und dem Palazzo del Monte di Pietà. Die Piazza Mazzini ist auch der Ausgangspunkt für einen Spaziergang durch die Via del Santuario, die zu den wichtigsten Sehenswürdigkeiten der Stadt führt, darunter
- die Burg (Castello Cini oder Ca' Marcello), die eine der wichtigsten Sammlungen europäischer Waffen und Harnische beherbergt;
- Villa Nani Mocenigo;
- die romanische Kirche Santa Giustina aus dem 12. Jahrhundert;
- das Heiligtum der sieben Kirchen (Santuario delle Sette Chiese) mit Gemälden von Jacopo Palma d. J. Papst Paul V. erließ 1606 eine Bulle, die den Pilgern, die das Heiligtum besuchten, dieselben Ablässe wie jenen gewährte, die die sieben Hauptkirchen (basiliche) Roms besuchten – daher die Aufschrift „Romanis Basilicis Pares“ auf dem Portal. Der venezianische Patrizier Pietro Duodo (1554–1610) beauftragte Vincenzo Scamozzi mit der Planung des Heiligtums;
- Villa Duodo, ebenfalls von Scamozzi entworfen;
- der Bergfried (Mastio oder Torrione) auf dem Gipfel des Rocca, ein massiver Turm aus gewaltigen Trachytquadern aus örtlichen Steinbrüchen;
- Palazzo Branchini;
- Palazzo Bertana;
- Castello di Lispida;
- Villa Contarini;
- Villa Emo Capodilista in Rivella mit Gartenanlagen.

## Brauchtum

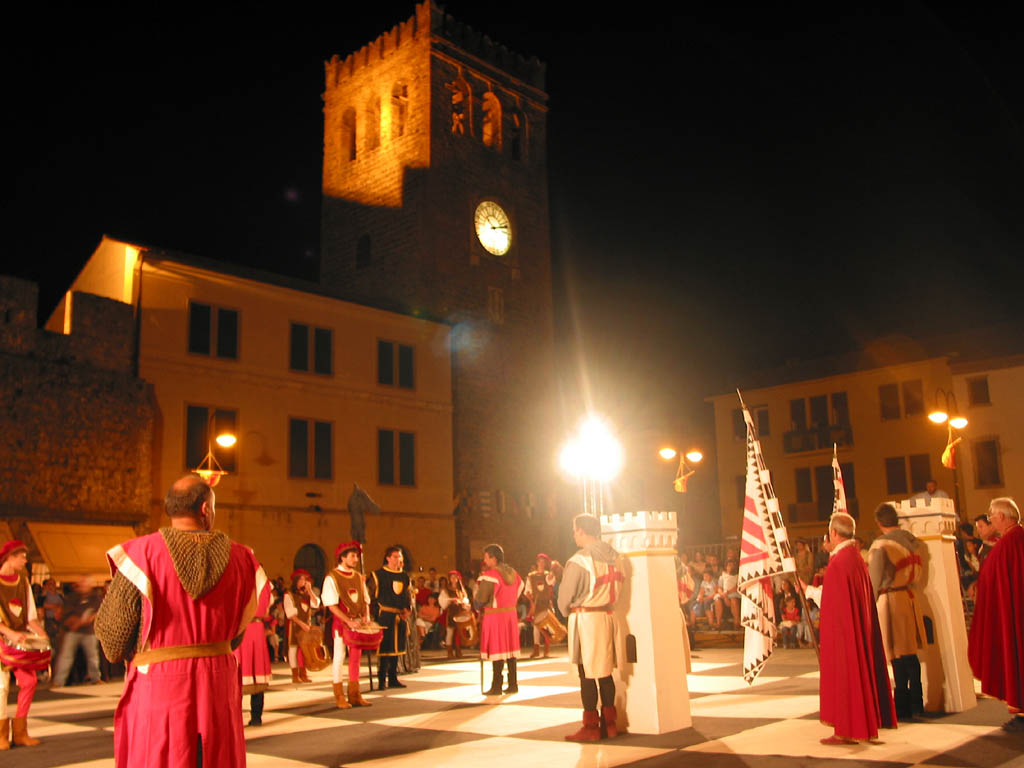
Palio di Monselice

- Jeden Montag wird in den Hauptstraßen ein Markt abgehalten.
- Jedes Jahr findet um Allerheiligen, dem Fest der Schutzpatrone der Stadt, ein traditioneller Jahrmarkt mit dem Verkauf örtlicher Spezialitäten, Vergnügungspark und Ausstellungen statt.
- Seit einigen Jahren wird im September der Palio di Monselice abgehalten, der mittelalterlichen Reiterwettkämpfen nachempfunden ist und auch einen mittelalterlichen Umzug einschließt.

## Söhne und Töchter der Gemeinde
- Giovanni Brunacci (1711–1772), venezianischer römisch-katholischer Theologe und Abt, Numismatiker und Historiker
- Ettore Campogalliani (1903–1992), Komponist, Musiker und Gesangslehrer
- Filippo Fortin (* 1989), Radrennfahrer
- Giorgio Ricca (* 1995), Tennisspieler
- Matteo Bertelle (* 2004), Motorradrennfahrer

## Gemeindepartnerschaften
Partnerstädte von Monselice sind:
- Poreč, seit 19. September 2010
- Niepołomice, seit 29. März 2011
- Parkano, seit 20. September 2015